# Królowa Śniegu (film 1987)
Królowa Śniegu (czes. Sněhová královna) –  czechosłowacki film animowany z 1987 roku w reżyserii Ladislava Čapek, zrealizowany według baśni Hansa Christiana Andersena o tym samym tytule. 

## Fabuła
Mała Gerda udaje się do pałacu Królowej Śniegu, gdzie został uwięziony jej przyjaciel Kaj.

## Obsada (głosy)
- Petr Haničinec
- Zlata Adamovská
- Viktor Preiss
- Marie Marešová
- Věra Galatíková
- Květa Fialová
- Jan Přeučil
- Eliška Balzerová
- Michal Pavlata
- Zuzana Bydžovská
- Ludmila Roubíková
- Alena Kreuzmannová

Źródło:

## Wersja polska
W Polsce film został wydany na VHS
- Czytał: Janusz Kozioł